# Papillon (cheval)
Pour les articles homonymes, voir Papillon (homonymie).
Papillon est un cheval de la légende arthurienne, dans le récit d'Ogier le Danois en prose. 

## Histoire
Alors qu'Ogier entre dans un château, il voit un cheval assis à table comme un homme lui offrir de l'eau pour se laver les mains et l'inviter à se restaurer. Papillon lui apprend qu'il est un lutin châtié par la fée Morgue. Il devient ensuite la monture d'Ogier, capable de se déplacer à très grande vitesse et de cracher le feu, il se révèle d'une grande aide.